# Tenpyō-kanpō
La Era Tenpyō-kanpō (天平感宝?) fue una era japonesa (年号 nengō?) posterior a la era Tenpyō y anterior a la era Tenpyō-shōhō. Esta era solo abarcó algunos pocos meses del año 749. El Emperador reinante fue Shōmu-tennō (聖武天皇?).

## Cambio de era
- Tenpyō-kanpō gannen (天平感宝元年?); 749: La era Tenpyō-kanpō no es enlistada en algunas cronologías debido a su duración limitada: tan sólo cuatro meses durante el último año de reinado de Shōmu. La era anterior terminó el Tenpyō 21, el 14.º día del cuarto mes del año 749.[2] Poco tiempo después el emperador decidió abdicar, convirtiéndose en el primer Emperador en renunciar al trono para convertirse en monje budista. Su esposa, la Emperatriz Kōmyō siguió su ejemplo, convirtiéndose en monja budista.[3]  el reinado de Shōmu y esta era terminaron simultáneamente, comenzando el reinado de su hija.

## Eventos de la eraTenpyō-kanpō
- Tenpyō 21, 14.º día del cuarto mes (749): Comienza la era Tenpyō-kanpō.[4]
- Tenpyō-kanpō 1, segundo día del séptimo mes (749): en el 25.º año de reinado de Shōmu-tennō' el emperador abdica, accediendo al trono la Emperatriz Kōken., comenzando la era Tenpyō-Shōhō.[5]